# Cesare Taurasi

## Carrera
En 2010 participó como invitado en series como The Bill y en Doctors, en el papel de Richard Meadows.
En 2011 trabajó en la serie Land Girls, donde interpretó a Salvatore Zappulo, un joven italiano prisionero de guerra que se hace amigo de Bea Holloway Finch (Jo Woodcock). 
Ese mismo año apareció en los episodios "Lucrezia's Wedding", "Death, on a Pale Horse" y en "The Borgias in Love" de la serie The Borgias, donde interpretó a Piero de Medici. 

## Filmografía
| Año  | Título                   | Personaje         | Notas                          |
| ---- | ------------------------ | ----------------- | ------------------------------ |
| 2015 | A.D. The Bible Continues | Judas             | 2 episodios                    |
| 2011 | The Borgias              | Piero de Medici   | 3 episodios                    |
| 2011 | Land Girls               | Salvatore Zappulo | episodio "Displaced Loyalties" |
| 2010 | Doctors                  | Richard Meadows   | episodio "Healer"              |
| 2010 | The Bill                 | Hassan Kaymaz     | episodio "That Type of Cop"    |